# Едріан (Техас)
Едріан (англ. Adrian) — місто (англ. city) в США, в окрузі Олдем штату Техас. Населення — 128 осіб (2020).

## Географія
Едріан розташований за координатами 35°16′27″ пн. ш. 102°40′2″ зх. д. / 35.27417° пн. ш. 102.66722° зх. д. (35.274119, -102.667247).  За даними Бюро перепису населення США в 2010 році місто мало площу 1,22 км², уся площа — суходіл.

## Демографія
Згідно з переписом 2010 року, у місті мешкало 166 осіб у 74 домогосподарствах у складі 52 родин. Густота населення становила 136 осіб/км².  Було 110 помешкань (90/км²).
Расовий склад населення:
| - 90,4 % — білих - 3,0 % — азіатів - 2,4 % — чорних або афроамериканців - 3,6 % — осіб інших рас |

До двох чи більше рас належало 0,6 %. Частка іспаномовних становила 9,6 % від усіх жителів.
За віковим діапазоном населення розподілялося таким чином: 21,7 % — особи молодші 18 років, 56,6 % — особи у віці 18—64 років, 21,7 % — особи у віці 65 років та старші. Медіана віку мешканця становила 46,3 року. На 100 осіб жіночої статі у місті припадало 93,0 чоловіків;  на 100 жінок у віці від 18 років та старших — 85,7 чоловіків також старших 18 років.
Середній дохід на одне домашнє господарство  становив 89 267 доларів США (медіана — 42 500), а середній дохід на одну сім'ю — 142 260 доларів (медіана — 68 750). Медіана доходів становила 44 063 долари для чоловіків та 34 306 доларів для жінок. За межею бідності перебувало 18,0 % осіб, у тому числі 0,0 % дітей у віці до 18 років та 8,3 % осіб у віці 65 років та старших.
Цивільне працевлаштоване населення становило 79 осіб. Основні галузі зайнятості: освіта, охорона здоров'я та соціальна допомога — 43,0 %, фінанси, страхування та нерухомість — 8,9 %, сільське господарство, лісництво, риболовля — 7,6 %, оптова торгівля — 6,3 %.